# Botnhamn
Botnhamn est une localité du comté de Troms, en Norvège.

## Géographie
Administrativement, Botnhamn fait partie de la kommune de Lenvik.